# Kanaal (informatietheorie)
Een kanaal in de informatietheorie is het medium tussen de afzender en de ontvanger van een bericht. De lucht om ons heen is bij een dagelijks gesprek het kanaal, bij een telefoongesprek is het de telefoonlijn. De technische verbinding tussen afzender en ontvanger wordt in de telecommunicatie eveneens kanaal genoemd.

## Coderingstheorie
Op een kanaal kan ruis optreden waardoor de boodschap niet juist wordt ontvangen. Door een bericht te coderen, dat gebeurt door er  redundante gegevens aan toe te voegen, is het mogelijk is om het originele bericht terug te krijgen, zelfs wanneer er over het fysieke kanaal enkele fouten zijn opgetreden. Afhankelijk van de betrouwbaarheid van het kanaal moet er meer of minder extra informatie worden toegevoegd. De coderingstheorie is het onderdeel van de informatietheorie, dat zich er op richt hoe dit het beste kan worden uitgevoerd.

## Cryptografie
Bij het versturen van gevoelige informatie over een openbaar kanaal, zoals bij het versturen van vertrouwelijke gegevens over internet, is het niet de bedoeling dat anderen deze informatie kunnen achterhalen. Hiervoor wordt cryptografie gebruikt om de informatie te versleutelen. Alleen de ontvanger van het bericht kan het bericht weer ontsleutelen.

## Taal
Het communicatiemodel volgens Roman Jakobson is een model voor communicatie uit de taalkunde waarin de relaties tussen zender, bericht en ontvanger schematisch worden voorgesteld. Er dient een contactkanaal te bestaan dat zender en ontvanger in staat stelt om in communicatie te treden. Een bericht is een afgeronde hoeveelheid informatie (met een begin en een eind) die van een verzender naar een ontvanger verstuurd wordt. Daarbij kan er een zeker tijdsverloop zijn tussen het opstellen van het bericht door de verzender en het kennisnemen van het bericht door de ontvanger. De uitwisseling van informatie is te zien als een eenvoudige vorm van kennisverwerving.